# 颐和园西门站
颐和园西门站位于中国北京市海淀区四季青地区颐和园西门附近，是北京地铁西郊线的有轨电车车站。车站于2017年12月30日随西郊线开通而投入使用。

## 位置
颐和园西门站位于颐和园西门路与金河路交汇路口南，临近颐和园西门。车站西北面临近北坞公园。车站位置在金河路西侧，大致呈西北-东南走向布置。

## 结构
颐和园西门站为地面车站，侧式站台布置。
该站进站方式比较特殊，西郊线轨道不封闭，去巴沟站方向一侧乘客需走过轨道进站，没有其他的出入口。
| 地面 | 侧式站台，右側開门     | 侧式站台，右側開门 |
| 地面 | █ 西郊线往香山（茶棚） |                    |
| 地面 | █ 西郊线往巴沟（巴沟） |                    |
| 地面 | 侧式站台，右侧开门     |                    |